# Montreal WCT 1972
Il Montreal WCT 1972 è stato un torneo di tennis. È stata la 1ª edizione del torneo, che fa parte del World Championship Tennis 1972. Si è giocato a Montréal in Canada, dall'11 al 17 settembre 1972.

## Campioni

### Singolare
Arthur Ashe ha battuto in finale  Roy Emerson con il punteggio di 6–1 3–6 6–2 7–5

### Doppio
Tom Okker /  Marty Riessen hanno battuto in finale  Robert Maud /  Ken Rosewall con il punteggio di 6–1, 4–6, 7–6